# Spry
Spry公司（英語：Spry, Inc.）是由華盛頓州西雅圖的David Pool領導的一家小型軟件公司。Spry是第一家獲得Mosaic網頁瀏覽器原始碼授權的公司。1995年，CompuServe以一億美元的現金以及H&R Block（CompuServe的母公司）的股票收購了Spry公司。
O'Reilly & Associates（現為O'Reilly Media）與Spry公司合作建立並生產了IBox（Internet in a Box），是第一個面向大眾銷售的商業網際網路連接軟體包之一。Spry公司還建立了一個名為InterServ的商業網際網路服務供應商（ISP）。
IBox軟體包包含了1994年Microsoft Windows連接到網際網路所需要的Winsock程式和TCP/IP堆疊。軟體包還包括NCSA Mosaic網頁瀏覽器的授權版本AIR Mosaic、AIR Mail（電子郵件用戶端）、AIR News（NNTP新聞用戶端）、AIR Telnet、AIR Gopher和FTP網路文件管理器。